# ホルス (小惑星)
ホルス (1924 Horus) は、小惑星帯に位置する小惑星。パロマー天文台のトム・ゲーレルスと、ライデン天文台のファン・ハウテン夫妻が発見した。

## 名称
エジプト神話に登場する天空の神で、オシリスの子であるホルスに因んで命名された。
命名は1979年11月の小惑星回報（MPC 5013）で公表された。ホルスの父である (1923) オシリス、異母兄弟である (1912) アヌビスも、このとき小惑星に命名されている。